# 福氏棘花鮨
福氏棘花鮨，又稱福氏棘花鱸，為輻鰭魚綱鱸形目鱸亞目鮨科的其中一種，分布於太平洋區，包括聖誕島、馬紹爾群島、薩摩亞群島、庫克群島、法屬波里尼西亞等海域，棲息深度5-44公尺，體長可達3.8公分，為底棲性魚類，屬肉食性，以小魚及甲殼類為食。